# Eeke van Nes
Eeke Geertruida van Nes (Delft, 17 aprile 1969) è un'ex canottiera olandese.

## Palmarès

### Olimpiadi
- 3 medaglie:
  - 2 argenti (Sydney 2000 nel due di coppia; Sydney 2000 nell'otto)
  - 1 bronzo (Atlanta 1996 nel due di coppia)

### Mondiali
- 4 medaglie:
  - 2 argenti (Tampere 1995 nel due di coppia; Colonia 1998 nel due di coppia)
  - 2 bronzi (Tampere 1995 nel quattro di coppia; St. Catharines 1999 nel due di coppia)